# Майк Маєрс
Майкл Джон (Майк) Маєрс (англ. Michael John 'Mike' Myers; нар. 25 травня 1963, Скарборо, Онтаріо, Канада) — канадський актор, комік, сценарист і продюсер. Своє визнання отримав в складі американського комічного шоу — Saturday Night Live (лауреат прайм-тайм премії «Еммі» 1989 року). Пізніше став відомий завдяки таким провідним ролям, як Остін Паверс та Доктор Зло у серії фільмів про пригоди Остіна Паверса, та завдяки озвученню популярних повнометражних мультфільмів про Шрека.

## Біографія
Батьки Маєрса із Ліверпуля, Англія, окрім канадського громадянства у Маєрса є й британське. В нього англійське, шотландське та ірландське етнічне коріння.
У віці дев'яти років Маєрс вперше знявся в телевізійній рекламі. 1982 року він закінчив середню школу (Stephen Leacock High School) і влаштувався в комедійну трупу в Торонто. На початку 1980-х років Маєрс часто з'являвся з різноманітними ролями (в тому числі в ролі Уейна Кемпбелла) на міському телебаченні Торонто в альтернативному відеошоу «Міські межі». В 1985 р. він був одним з провідних акторів Комедійної Лави в Лондоні. На наступний рік він брав участь в британській дитячій телепередачі «Wide Awake Club», пародіюючи саме це шоу своїм власним «Sound Asleep Club».
Маєрс був добре відомим учасником телешоу на NBC «Суботнім вечором у прямому ефірі» з 1989 по 1995 рр. 1992 року його персонаж Вейн Кемпбелл з'явився на великому екрані в повнометражній кінострічці «Світ Вейна», що стала одним із найуспішніших фільмів року. На наступний рік вийшло менш успішне продовження.
В 1997 р. Маєрс представив (в тому числі як продюсер) світу Остіна Паверса в фільмі «Остін Паверс: Міжнародна людина-загадка». Маєрс окрім головної ролі грав також кілька другорядних персонажів. 1999 року він знявся у своїй першій не комедійній ролі в фільмі «Студія 54», де він грав власника «Студії 54», відомої нью-йоркської дискотеки 1970-х. Фільм був досить успішним, а гра Маєрса отримала високі оцінки. Пізніше Маєрс спародіював цей клуб «Студією 69» в фільмі 2002 року «Остін Паверс: Ґолдмембер».
Роль Шрека попала до Майка Маєрса завдяки збігу обставин: спочатку її повинен був дублювати Кріс Фарлі, але в грудні 1997-го він помер, і творці Шрека звернулись до Майка Маєрса.
У складі групи «Ming Tea» Маєрс брав участь у запису кількох пісень для своїх фільмів про Остіна Паверса. 2005 року «The Comedian's Comedian» назвав Маєрса серед 50 найкращих коміків світу.

## Фільмографія

### Актор
| Рік       |    | Українська назва                                         | Оригінальна назва                                             | Роль                                                     |
| --------- | -- | -------------------------------------------------------- | ------------------------------------------------------------- | -------------------------------------------------------- |
| 2026      | мф | Шрек 6                                                   | Shrek 6                                                       | Шрек (голос)                                             |
| 2022      | ф  | Амстердам                                                | Amsterdam                                                     | Пол                                                      |
| 2018      | ф  | Богемна рапсодія                                         | Bohemian Rhapsody                                             | Рей Фостер                                               |
| 2018      | ф  | Термінал                                                 | Terminal                                                      | Клінтон / пан Франклін                                   |
| 2017      | с  | Гонг-шоу                                                 | The Gong Show                                                 | ведучий Томмі Мейтленд                                   |
| 1989—2015 | с  | Суботнього вечора в прямому ефірі                        | Saturday Night Live                                           | різні ролі (124 випуски)                                 |
| 2012      | мф | Захопливі казки Шрека (відеокліп)                        | Shrek's Thrilling Tales                                       | Шрек (голос)                                             |
| 2012      | кф | Етикет «Оскара»                                          | Oscar Etiquette                                               | сер Сесіл Вортінгтон                                     |
| 2010      | мф | Записи Шрека про Йоль (короткометражний)                 | Shrek's Yule Log                                              | Шрек                                                     |
| 2010      | мф | Різдвяний шректакль віслюка (короткометражний)           | Donkey's Christmas Shrektacular                               | Шрек (голос)                                             |
| 2010      | мф | Обшрекатися від переляку (телекліп)                      | Scared Shrekless                                              | Шрек (голос)                                             |
| 2010      | мф | Шрек назавжди                                            | Shrek Forever After                                           | Шрек (голос)                                             |
| 2009      | в  | Madonna: Celebration (колекція відео)                    | Madonna: Celebration — The Video Collection                   | Остін Паверс (розділ «Прекрасний незнайомець»)           |
| 2009      | ф  | Безславні виродки                                        | Inglourious Basterds                                          | генерал Ед Фініч                                         |
| 2008      | ф  | Секс-гуру                                                | The Love Guru                                                 | Пітка                                                    |
| 2007      | мф | Шрек: Різдво (телекліп)                                  | Shrek the Halls                                               | Шрек (голос)                                             |
| 2007      | мф | Шрек Третій                                              | Shrek the Third                                               | Шрек (голос)                                             |
| 2005      | в  | Cinderella: Rocked, Wired & Bluesed (відеокліпи)         | Cinderella: Rocked, Wired & Bluesed — The Greatest Video Hits | Вейн (розділ «Гаряча і збуджена»)                        |
| 2004      | в  | Britney Spears: Greatest Hits (відео)                    | Britney Spears: Greatest Hits — My Prerogative                | Остін Паверс (розділ «Хлопці»)                           |
| 2004      | мф | Ідол Закрайсвіття (відео)                                | Far Far Away Idol                                             | Шрек (голос)                                             |
| 2004      | мф | Шрек 2                                                   | Shrek 2                                                       | Шрек (голос)                                             |
| 2003      | ф  | Кіт у капелюсі                                           | The Cat in the Hat                                            | Кіт                                                      |
| 2003      | ф  | Ніхто не знає нічого!                                    | Nobody Knows Anything!                                        | Свідок Око                                               |
| 2003      | мф | Шрек 4-D (короткометражний)                              | Shrek 4-D                                                     | Шрек (голос)                                             |
| 2003      | ф  | Вигляд зверху кращий                                     | View from the Top                                             | Джон Вітні                                               |
| 2002      | ф  | Остін Паверс: Ґолдмембер                                 | Austin Powers in Goldmember                                   | Остін Паверс / Доктор Зло / Жирний Покидьок / Голдмембер |
| 2002      | в  | Britney Spears Feat. Pharrell Williams: Boys (відеокліп) | Britney Spears Feat. Pharrell Williams: Boys                  | Остін Паверс                                             |
| 2001      | кф | Pepsi Twist                                              | Pepsi Twist                                                   | Остін Паверс                                             |
| 2001      | мф | Караоке-вечірка Шрека на болоті (відеокліп)              | Shrek in the Swamp Karaoke Dance Party                        | Шрек / Сліпа Миша (голоси)                               |
| 2001      | мф | Шрек                                                     | Shrek                                                         | Шрек (голос)                                             |
| 1999      | в  | Madonna: The Video Collection 93:99 (відео)              | Madonna: The Video Collection 93:99                           | Остін Паверс (розділ «Прекрасний незнайомець»)           |
| 1999      | ф  | Таємниця Аляски                                          | Mystery, Alaska                                               | Донні Шульцхоффер                                        |
| 1999      | ф  | Остін Паверс: Шпигун, який мене звабив                   | Austin Powers: The Spy Who Shagged Me                         | Остін Паверс / Доктор Зло / Жирний Покидьок              |
| 1999      | в  | Madonna: Beautiful Stranger (відеокліп)                  | Madonna: Beautiful Stranger                                   | Остін Паверс                                             |
| 1998      | ф  | Метеор Піта                                              | Pete's Meteor                                                 | Піт                                                      |
| 1998      | ф  | Тонка рожева лінія                                       | The Thin Pink Line                                            | Тім Бродерік                                             |
| 1998      | ф  | Студія 54                                                | 54                                                            | Стіві Рубель                                             |
| 1997      | тф | Свінгер-клуб електричних кицьок Остіна Паверса           | Austin Powers' Electric Pussycat Swingers Club                | Остін Паверс                                             |
| 1997      | ф  | Остін Паверс: Міжнародна людина-загадка                  | Austin Powers: International Man of Mystery                   | Остін Паверс / Доктор Зло                                |
| 1993      | ф  | Світ Вейна 2                                             | Wayne's World 2                                               | Вейн Кемпбелл                                            |
| 1993      | ф  | Я одружився з вбивцею з сокирою                          | So i Married an Axe Murderer                                  | Чарлі Маккензі / Стюарт Маккензі                         |
| 1993      | тф | Вейн і Гарт: Музика суботнього вечора в прямому ефірі    | Wayne and Garth's Saturday Night Live Music a Go-Go           | Вейн Кемпбелл                                            |
| 1992      | в  | Queen: Богемна рапсодія (відеокліп зі «Світу Вейна»)     | Queen: Bohemian Rhapsody, Wayne's World Version               | Вейн Кемпбелл                                            |
| 1992      | в  | Cinderella: Hot and Bothered (відеокліп)                 | Cinderella: Hot and Bothered                                  | Вейн Кемпбелл                                            |
| 1992      | ф  | Світ Вейна                                               | Wayne's World                                                 | Вейн Кемпбелл                                            |
| 1989      | кф | Історії Елвіса                                           | Elvis Stories                                                 | лондонець-кокні                                          |
| 1988      | тф | Ломбард 110                                              | 110 Lombard                                                   |                                                          |
| 1987      | тф | Знайомтесь, Джулія                                       | Meet Julie                                                    | голос                                                    |
| 1987      | с  | Це тільки рок-н-рол                                      | It's Only Rock and Roll                                       | Вейн Кемпбелл                                            |
| 1985      | тф | Джон і Йоко: Історія кохання                             | John and Yoko: A Love Story                                   | кур'єр (немає в титрах)                                  |
| 1980      | с  | Вар'яти                                                  | Bizarre                                                       | різні ролі                                               |
| 1979      | с  | Маленький бродяга                                        | The Littlest Hobo                                             | Томмі (1 епізод)                                         |
| 1977      | с  | Рейндж Райдер і Калгарі Кід                              | Range Ryder and the Calgary Kid                               |                                                          |
| 1975      | с  | Король Кенсінгтона                                       | King of Kensington                                            | Арі (1 епізод)                                           |

### Продюсер, режисер, сценарист
| Рік       |     | Українська назва                                                       | Оригінальна назва                              | Роль                   |
| --------- | --- | ---------------------------------------------------------------------- | ---------------------------------------------- | ---------------------- |
|           | ф   | Остін Паверс 4 (анонсований)                                           | Austin Powers 4                                | продюсер, сценарист    |
| 2017      | с   | Гонг-шоу                                                               | The Gong Show                                  | виконавчий продюсер    |
| 2013      | док | Суперменш: Легенда про Шепа Гордона                                    | Supermensch: The Legend of Shep Gordon         | режисер                |
| 2012      | кф  | Етикет «Оскара»                                                        | Oscar Etiquette                                | сценарист              |
| 2012      | кф  | Етикет «Оскара» (видалені сцени)                                       | Oscar Etiquette: Deleted Scenes                | сценарист              |
| 2008      | ф   | Секс-гуру                                                              | The Love Guru                                  | продюсер, сценарист    |
| 2005      | тф  | Суботнього вечора в прямому ефір: Найкраще з Джо Ловітцем (спецвипуск) | Saturday Night Live: The Best of Jon Lovitz    | сценарист              |
| 2002      | ф   | Остін Паверс: Ґолдмембер                                               | Austin Powers in Goldmember                    | продюсер, сценарист    |
| 1999      | док | Консервована шинка: Історія Доктора Зло                                | Canned Ham: The Dr. Evil Story                 | сценарист              |
| 1999      | ф   | Остін Паверс: Шпигун, який мене звабив                                 | Austin Powers: The Spy Who Shagged Me          | продюсер, сценарист    |
| 2005      | док | Суботнього вечора в прямому ефір: Найкраще з Майком Маєром (відео)     | Saturday Night Live: The Best of Mike Myers    | сценарист              |
| 2005      | тф  | Суботнього вечора в прямому ефір: Найкраще з Деною Карві (спецвипуск)  | Saturday Night Live: The Best of Dana Carvey   | сценарист              |
| 1997      | тф  | Свінгер-клуб електричних кицьок Остіна Паверса                         | Austin Powers' Electric Pussycat Swingers Club | сценарист              |
| 1997      | ф   | Остін Паверс: Міжнародна людина-загадка                                | Austin Powers: International Man of Mystery    | продюсер, сценарист    |
| 1993      | ф   | Світ Вейна 2                                                           | Wayne's World 2                                | сценарист              |
| 1989—1992 | с   | Суботнього вечора в прямому ефірі                                      | Saturday Night Live                            | сценарист (32 випуски) |
| 1992      | в   | Суботнього вечора в прямому ефір: Найкраще                             | Best of Saturday Night Live: Special Edition   | сценарист              |
| 1992      | ф   | Світ Вейна                                                             | Wayne's World                                  | сценарист              |
| 1992      | с   | Гумористичне шоу Дейва Томаса                                          | The Dave Thomas Comedy Show                    | сценарист (5 випусків) |
| 1986—1987 | с   | Клуб швидкого прокидання                                               | Wide Awake Club                                | сценарист (2 епізоди)  |

## Цікаві факти
- У 2009 році Майк Маєрс здобув премію «Золота малина» за найгіршу чоловічу роль, у фільмі «Секс-гуру» («The Love Guru»).